# Кётоку
Кётоку или Котоку (яп. 享徳 кё:току) — девиз правления (нэнго) японского императора Го-Ханадзоно, использовавшийся с 1452 по 1455 год .

## Продолжительность
Начало и конец эры:
- 25-й день 7-й луны 4-го года Хотоку (по юлианскому календарю — 10 августа 1452);
- 25-й день 7-й луны 4-го года Кётоку (по юлианскому календарю — 6 сентября 1455).

## Происхождение
Название нэнго было заимствовано из главы «Вэй-цзы чжи мин» (кит. 微子之命, пиньинь Wēizǐ zhī mìng, буквально: «Повеление вэйскому княжичу») классического древнекитайского сочинения Шу цзин:「世世享徳、万邦作式」.

## События
даты по юлианскому календарю
- 1453 год (2-й год Кётоку) — Япония продала в Китай 91,2 т медной руды и 9900 японских мечей[7];
- 1454 год (3-й год Кётоку) — политическое убийство Уэсуги Норитады по заказу канто кубо (наместника сёгуната в регионе Канто) Асикаги Сигэудзи[8];
- 15 января 1455 года — 6 января 1483 года (27-й день 12-й луны 3-го года Кётоку — 27-й день 11-й луны 14-го года Буммэй) — Смута годов Кётоку (яп. 享徳の乱 кё:току но ран) — борьба за контроль над регионом Канто между родами Уэсуги и Имагава с одной стороны и родом Асикага — с другой; в конце концов сторонам удалось прийти к соглашению[9];

## Сравнительная таблица
Ниже представлена таблица соответствия японского традиционного и европейского летосчисления. В скобках к номеру года японской эры указано название соответствующего года из 60-летнего цикла китайской системы гань-чжи. Японские месяцы традиционно названы лунами.
| 1-й год Кётоку (Водяная Обезьяна)  | 1-я луна       | 2-я луна   | 3-я луна* | 4-я луна* | 5-я луна                | 6-я луна* | 7-я луна* | 8-я луна   | 8-я луна (високосная) * | 9-я луна   | 10-я луна* | 11-я луна  | 12-я луна      |
| ---------------------------------- | -------------- | ---------- | --------- | --------- | ----------------------- | --------- | --------- | ---------- | ----------------------- | ---------- | ---------- | ---------- | -------------- |
| Юлианский календарь                | 22 января 1452 | 21 февраля | 22 марта  | 20 апреля | 19 мая                  | 18 июня   | 17 июля   | 15 августа | 14 сентября             | 13 октября | 12 ноября  | 11 декабря | 10 января 1453 |
| 2-й год Кётоку (Водяной Петух)     | 1-я луна       | 2-я луна*  | 3-я луна  | 4-я луна* | 5-я луна                | 6-я луна* | 7-я луна* | 8-я луна   | 9-я луна*               | 10-я луна  | 11-я луна* | 12-я луна  |                |
| Юлианский календарь                | 9 февраля 1453 | 11 марта   | 9 апреля  | 9 мая     | 7 июня                  | 7 июля    | 5 августа | 3 сентября | 3 октября               | 1 ноября   | 1 декабря  | 30 декабря |                |
| 3-й год Кётоку (Деревянная Собака) | 1-я луна       | 2-я луна*  | 3-я луна  | 4-я луна  | 5-я луна*               | 6-я луна  | 7-я луна* | 8-я луна*  | 9-я луна                | 10-я луна* | 11-я луна  | 12-я луна* |                |
| Юлианский календарь                | 29 января 1454 | 28 февраля | 29 марта  | 28 апреля | 28 мая                  | 26 июня   | 26 июля   | 24 августа | 22 сентября             | 22 октября | 20 ноября  | 20 декабря |                |
| 4-й год Кётоку (Деревянная Свинья) | 1-я луна       | 2-я луна*  | 3-я луна  | 4-я луна  | 4-я луна (високосная) * | 5-я луна  | 6-я луна* | 7-я луна   | 8-я луна*               | 9-я луна   | 10-я луна* | 11-я луна  | 12-я луна*     |
| Юлианский календарь                | 18 января 1455 | 17 февраля | 18 марта  | 17 апреля | 17 мая                  | 15 июня   | 15 июля   | 13 августа | 12 сентября             | 11 октября | 10 ноября  | 9 декабря  | 8 января 1456  |

* звёздочкой отмечены короткие месяцы (луны) продолжительностью 29 дней. Остальные месяцы длятся 30 дней.